# Ходкевичи
Ходке́вичи — шляхетский род Великого княжества Литовского.

## Происхождение
Ранняя историография строила предположения о происхождении рода на основании легендарных известий. Так в XVI—XVII веках род обычно рассматривался как имеющий литовское происхождение. Впервые эта точка зрения встречается в полемическом сочинении «Беседа поляка с литвином» (1564 или 1565), приписываемом виленскому войту Августину Ротундусу. Согласно «Беседе», Ходкевичи являются древним литовским родом, ведущим своё происхождение от некого Хоцки. Историк второй половины XVI века Матей Стрыйковский выводил происхождение Ходкевичей от жемайтского боярина Борейки. Аналогичную версию приводит и историк-иезуит XVII века Альберт Виюк-Коялович, дополнив её сведениями, что Борейко был придворным литовского князя Витеня и славился своей силой, храбростью и быстротой походки, от которой его род и прозвали Ходками. Легендарную версию происхождения рода приводили и польские генеалоги XIX века Станислав Коссаковский и Теодор Жихлинский.
Первая попытка критического рассмотрения происхождения Ходкевичей была предпринята польским геральдистом конца XIX — начала XX века Адамом Бонецким, обратившим внимание на упоминание в документе от 1436 года некого Ходки Юргеовича, а также на письмо князя Ивана Дмитриевича Бельского к Григорию Ходкевичу от 1567 года, в котором упоминается, что Ходкевичи происходили из киевских бояр. Впрочем, современный литовский историк Генуте Киркене отмечает, что в письме киевскими боярами названы сами Ходкевичи, то есть речь об их происхождении не идёт. Ею выдвинута версия о происхождении Ходкевичей от бояр гродненской земли.
В научной историографии XIX века происхождение Ходкевичей прочно связывалось с киевским боярством. Российский историк Матвей Любавский уже уверенно называет Ходку Юрьевича боярином из Киева и связывает его появление среди правящего боярства с именем великого князя Свидригайло. Тезис о киевском происхождении Ходкевичей является доминирующим и в историографии XX века, что находит подтверждение в энциклопедических изданиях.
Польский историк XX века Оскар Халецкий обратил внимание на то, что Ходка Юрьевич участвовал в заключении Кристмемельского договора 1431 года, под которым его печать с гербом «Косцеша», тогда как договор был заключён ещё до издания Трокского привилея 1434 года, по которому право владения гербами было распространено на боярство русских земель. В связи с этим Халецкий считал, что Ходка происходил не из киевских бояр, а из русского боярства «Литвы ближней» (пол. Litwa ściślejsza), не уточняя, что он понимает под этим термином. Генрих Ловмянский предположил, что, происходя из Киева, Ходка мог владеть гербом, так как, возможно, вёл свой род от литовского боярства, что, по его мнению, находило подтверждение в легендарных известиях о происхождении Ходкевичей от рода Борейко.
Единственное исследование XX века, специально посвящённое вопросу происхождения рода Ходкевичей, принадлежит польскому историку Сигизмунду Радзиминскому. Приняв точку зрения Бонецкого о происхождении рода от киевских бояр и о том, что родоначальником Ходкевичей был Ходка Юрьевич, Радзиминский заметил, что в источниках конца XIV века встречаются упоминания о многих людях, которых звали Ходка, и при этом не связанных родством с Ходкой Юрьевичем. Их сыновья называются в источниках Ходковичами или Ходкевичами, при этом степень их родства между собой неизвестна, что представляет дополнительную проблему.

## Описание герба
Щит рассечён. В правой червленой части серебряное острие от стрелы с перекладиной посередине и раздвоенное внизу (польский герб Косцеша). В левой червленой части серебряный стоящий гриф с чёрным клювом и когтями, держащий в правой лапе лазоревый меч.
Щит увенчан дворянским коронованным шлемом. Нашлемник: встающий гриф с чёрным клювом и когтями, держащий в правой лапе лазоревый меч. Намет: червленый с серебром.
Герб рода Ходкевичей внесен в Часть 14 Общего гербовника дворянских родов Всероссийской империи, стр. 23.

## Владения
После смерти Александра Ходкевича его наследство (1550) было разделено между тремя сыновьями:
- Иероним Ходкевич получил Быхов, Мышь и Лебеду
- Юрий Ходкевич — Большую Берестовицу, Россь и Тростяницу
- Григорий Ходкевич — Супрасль и Заблудов[19].

При разделе владений шкловской линии Ходкевичей после смерти Яна Иеронимовича (1592):
- Ян Кароль получил Быховский замок и волости с фольварками в Оршанском повете, Ляховичи (город и замок с волостью и фольварками), Свислочь (город, усадьбу с волостью и фольварками), усадьбу в Гнёзно (Волковысский повет), Шкуды, а также каменный дворец в Вильно и ряд усадеб;
- Александр получил Шкловский замок и город с волостью, фольварками, местечками и шляхтой, город и замок Копысь с волостью, фольварками, селами и боярами, местечко Бобр, местечко Мышь (Новогрудский повет), а также деревянный дворец близ замка в Вильно и ряд усадеб[19].

Имения Ходкевичей
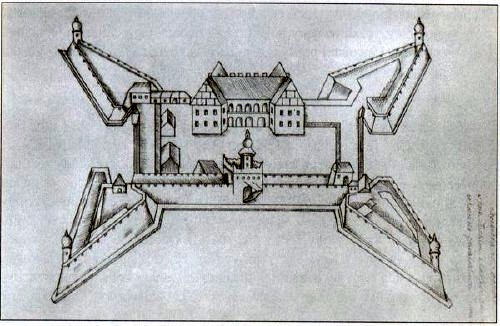
Замок в Ляховичах
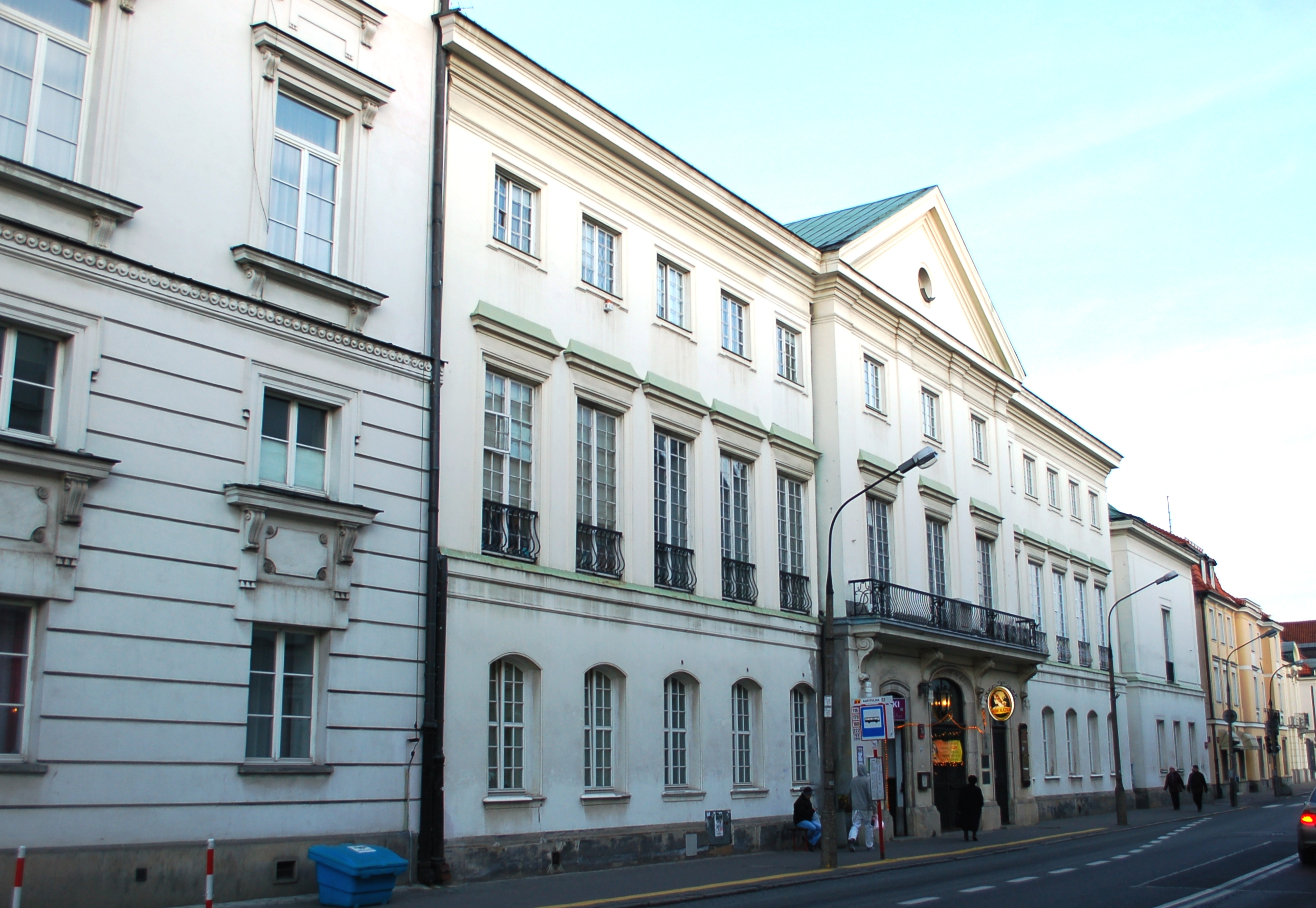
Дворец в Варшаве
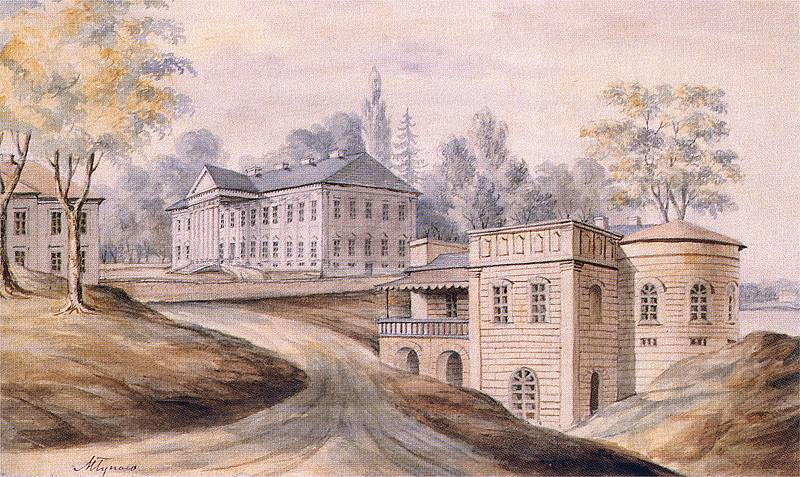
Усадьба в Млинове
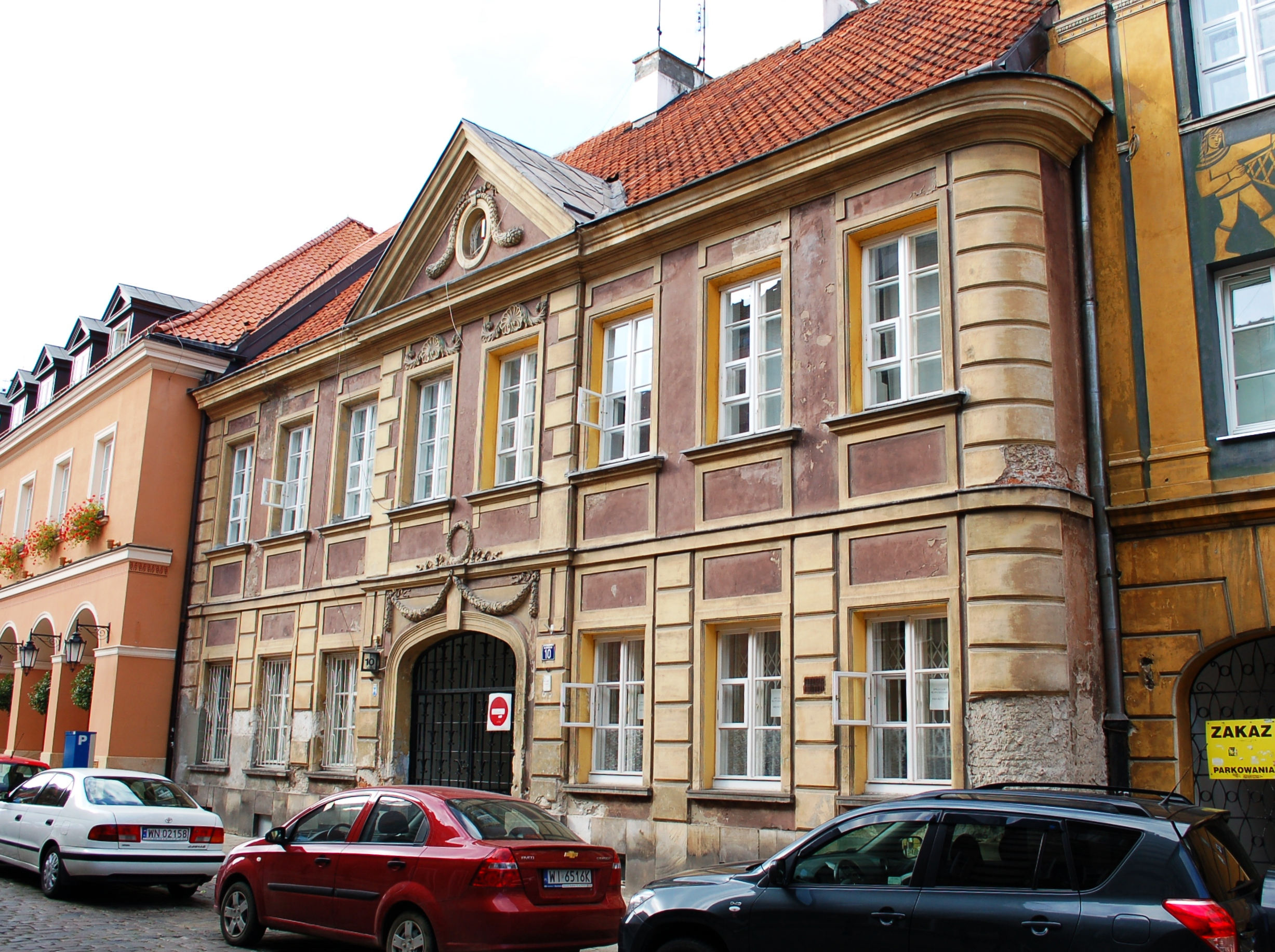
Второй варшавский дворец
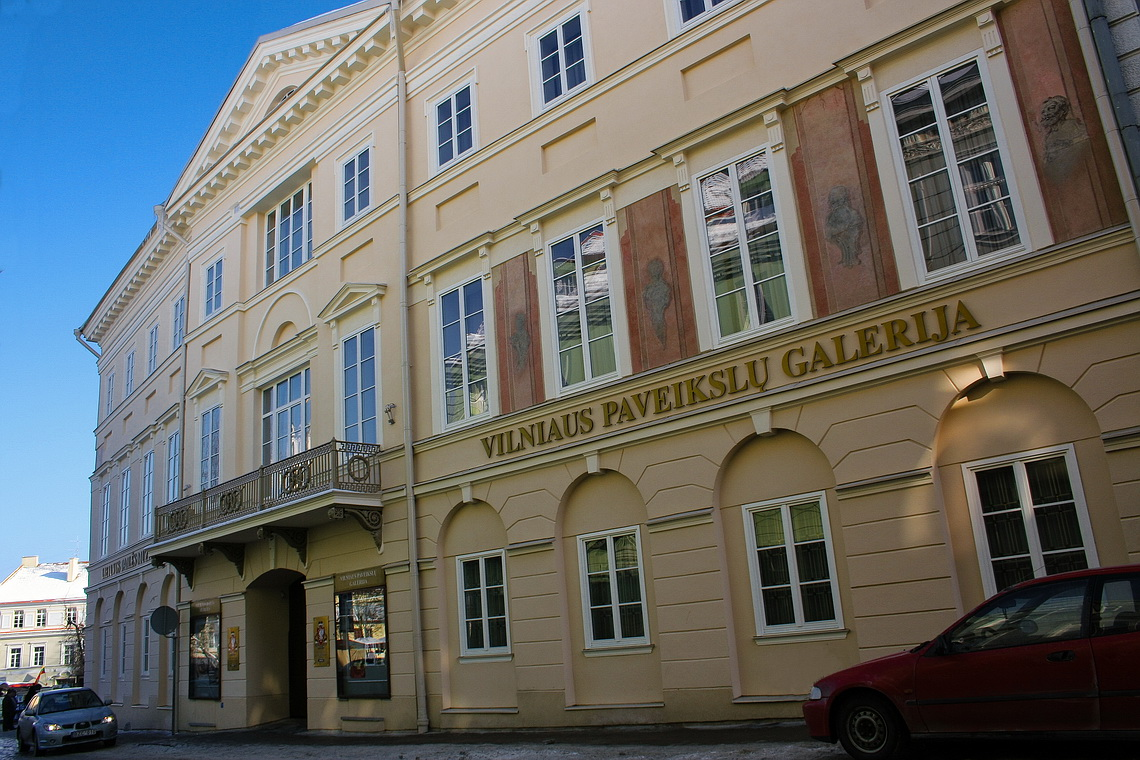
Бывший дворец Ходкевичей на улице Диджёйи в Вильнюсе

## Представители
- Ходкевич, Александр:[править]  -  Ходкевич, Александр Иванович (ок. 1475—1549) — государственный деятель Великого княжества Литовского, меценат.
  -  Ходкевич, Александр Франтишек (1776—1838) — польский военный деятель, генерал-майор, драматург и учёный-дилетант, член-корреспондент Петербургской АН (1818).
- Ходкевич, Анна-Алоиза (1600—1654) — жена гетмана великого литовского Яна Кароля Ходкевича.
- Ходкевич, Григорий Александрович (ум. 1572) — государственный деятель и военачальник Великого княжества Литовского.
- Ходкевич, Дмитрий Иванович (1865—1941) — герой Первой мировой войны, участник Белого движения, генерал-майор.
- Ходкевич, Евгений Иванович — Георгиевский кавалер; поручик; 17 апреля 1915.
- Ходкевич, Иван (ум. ок. 1484) — государственный деятель и военачальник Великого княжества Литовского, гетман великий литовский.
- Ходкевич, Иероним:[править]  -  Ходкевич, Иероним (1500—1561) — военный и политический деятель Великого княжества Литовского, основатель быховской линии графов Ходкевичей.
  -  Ходкевич, Иероним Юрьевич (1560—1617) — государственный и военный деятель Великого княжества Литовского, воевода, каштелян.
- Ходкевич, Криштоф (ум. 1652) — государственный и военный деятель Великого княжества Литовского.
- Ходкевич, Тарас Константинович (1912—1975) — белорусский советский писатель.
- Ходкевич, Юрий:[править]  -  Ходкевич, Юрий (1524—1569) — государственный деятель Великого княжества Литовского, стольник, кравчий, каштелян.
  -  Ходкевич, Юрий Юрьевич (ок. 1570 — 1595) — государственный деятель Великого княжества Литовского, кравчий, староста, маршалок.
- Ходкевич, Ян:[править]  -  Ходкевич, Ян Иеронимович (1537—1579) — граф шкловский, стольник Великого княжества Литовского, маршалок, первый губернатор Задвинского герцогства.
  -  Ходкевич, Ян Николай (1738—1781) — государственный и военный деятель Великого княжества Литовского, граф на Шклове и Новой Мыши, генерал-лейтенант русской армии.
  -  Ходкевич, Ян Казимир (ок. 1616—1660) — государственный деятель Великого княжества Литовского, каштелян виленский.
  -  Ходкевич, Ян Кароль (1560—1621) — военный и политический деятель Речи Посполитой.